# Томислав Црнковић
Томислав Црнковић (Котор 29. јуни 1929 — Загреб 17. јануар 2009) био је хрватски и југословенски фудбалски репрезентативац. Играо је у одбрани на позицијама левог бека, а касније центархалфа.

## Биографија
Док је као дечак сањарио о великим тимовима и пуним стадионима и пошто је код прослављеног репрезентативца „Ице“ Хитреца у ХАШК-у ратне 1942. године стекао основне појмове из фудбалске вештине, вихор рата одвео га је 1943. у партизане. Тако је године у којима се формира људска и спортска личност, провео у рату.
Са завршетком рата, скинувши официрску униформу, вратио се својој дечачкој љубави - фудбалу. Пријавивши се за загребачки Металац, који је у то време водио један од тада најбољих тренера, бивши репрезентативац Тони Погачник, играо је леву полутку и увек испољавао изузетну срчаност. А кад је постао један од најбољих играча, било је извесно да ће брзо променити клупску средину.
У пролеће 1950. године постао је члан Динама, у коме израста у једног од најбољих одбрамбених играча тог времена. Први пут је на званичној утакмици обукао дрес Динама на пријатељској утакмици против италијанске Бреше, из града Бреше Само неколико дана касније, 17. септембра 1950. против Будућности (1:0) у Титограду, дебитовао је у лигашкој утакмици. Играо је врло добро, а пет минута пре завршетка утакмице поготком Бенка Динамо је освојио оба бода, тако да је каријеру почео са победом.
Брзо се развио у изванредног бека. Играо је оштро, не штедећи ни противника ни себе. Висок и снажан, увек је импоновао пожртвованошћу и брзо постао један од најсигурнијих ослонаца Динамове одбране. Стално је играо на месту левог бека и добијао двобоје играјући против најпознатијих десних крила европског и светског фудбала. Од 1956. кад је после 507 утакмица Ивица Хорват скинуо дрес Динама, популарни „Црни“ - како су га од првих фудбалских дана звали - преузео је улогу центархалфа.
У дресу Динама Црнковић је одиграо 439 утакмица од тога 197 првенствених и 31 у Купу и постигао пет голова (од чега један у првенству). Своју каријеру, крунисао је са две титуле државног првака (1954. и 1958. године) и две победничке медаље у Купу Југославије (1951. и 1960. године.
Кад је освојио другу титулу шампиона, био је једини играч у екипи Динама који је одиграо 25 (од укупно 26) лигашких утакмица у тој сезони. У финалу Купа 1959/60. године, Динамо је 26. маја 1960. играо у Београду против Партизана. „Црно-бели“ су голом Калоперовића повели већ у 9. минуту, затим је Динамо преокренуо резултат на 3:1 у своју корист (два гола Јерковића), да би домаћи при крају само успели да ублаже пораз. Динамо је освојио Куп, који се нашао у рукама капитена Црнковића. То је, како је често говорио, био најрадоснији тренутак у његовој каријери.
За репрезентацију Југославије одиграо је 51 утакмицу, а такође је двапут играо за, „Б“ тим (1951) и 10 пута за младу репрезентацију (1955 — 1956). Дебитовао је 25. јуна 1952. године на пријатељској утакмици против Норвешке (4:1) у Загребу, на којој се одлучивало о саставу наше екипе за предстојећи олимпијски турнир у Финској. Кандидата је било доста, посебно за место бека: Ратко Чолић, Љубо Кокеза, Божо Брокета, Драго Хорват, Божидар Колаковић, Сима Милованов... На тој утакмици инж. Милорад Арсенијевић је последњи пут водио репрезентацију као савезни капитен, јер је за олимпијски турнир одређена комисија у којој су, поред инж. Арсенијевића, били Александар Тирнанић и Лео Лемешић. На неколико утакмица раније, најчешће је играо Чолић. Међутим, коначна одлука пала је на Црнковића и тако је овај дефинитивно постао члан нашег незаборавног, „олимпијског тима":
Беара, Станковић, Црнковић, Чајковски, Хорват, Бошков, Огњанов, Митић, Вукас, Бобек, Зебец.
У овој екипи, „Црни“ је био најмлађи репрезентативац, јер је у Финску отпутовао са свега једном утакмицом за репрезентацију. Највише је одиграо Бобек (41), а после Црнковића најмање Бошков- свега 5 утакмица за национални тим.
Црнковић је одиграо свих 6 сусрета у Финској и освојио сребрну олимпијску медаљу, јер је у финалу Мађарска била боља и победила са 2:0. Из нашег славног тима, који је освојио све симпатије љубитеља фудбала, једино, „Бата“ Огњанов није славио, „“, златни јубилеј“ (одиграо је 28 утакмица), док једини фудбалер који после престанка активног играња није остао у фудбалу, био је - Црнковић.
Учествовао је и на два светска првенства. И оба пута је све наде прекратила СР Немачка која је у Женеви 27. јуна 1954. победила са 2:0, а на Светском првенству у Шведској 19. јуна 1958. године у Малмеу са 1:0. На првој утакмици робусни Ран постигао је други гол (први је био аутогол Хорвата), а у Малмеу је био једини стрелац. На обе утакмице био је Црнковићев директни противник...
Али, многи славни играчи нису имали срећу као Немац Ран. На оној незаборавној утакмици 12. маја 1957. године против Италије (6:1) у Загребу, „Црни“ је за директног ривала имао славног Бонипертија који је у овом за Југословене радосном сусрету био скоро незапажен.
Кад је ужа одбрана наше репрезентације у саставу Милутин Шошкић, Владимир Дурковић, Фахрудин Јусуфи заузимала све чвршће позиције, да би касније постигла рекорд играјући 33 пута заједно, Црнковић је 20. децембра 1959. у пријатељском сусрету против СР Немачке (1:1) у Хановеру одиграо 50. утакмицу за репрезентацију и прославио,, златни јубилеј“ у националном тиму. А следеће године, 8. маја 1960. против Португала (1:2) у Лисабону, у квалификацијама за Куп европских нација, одиграо је последњу утакмицу за национални тим.
Године 1961. напустио је Динамо и играо у Аустрији и Швајцарској, где је у дресу екипе Сервета из Женеве завршио каријеру због теже повреде менискуса.
Иако је као одличан фудбалер био и добро плаћени професионалац, његов економски салдо на крају се нашао у минусу. Јер, због саобраћајне несреће, у којој су две особе са мотоцикла који се сударио са Црнковићевим аутомобилом задобиле тешке повреде, овај је морао да сноси врло високе трошкове. Хтео је да остане частан и све обавезе исплати, али цена је била превисока, не само финансијска...
Кад је све обавезе извршио, вратио се у Загреб, где је добио пензију. Остао је у успоменама као сјајан бек-борац, који је као члан оног нашег незаборавног „олимпијског тима“ из 1952. године, одиграо 28 утакмица у ужој одбрани са Беаром и Станковићем, и који је у свом Динаму био један од најбољих одбрамбених играча.
Био је јако популаран и на гласу као заводник. Био је у браку више пута.
У старости је оболео и осиромашио, први је штићеник Закладе хрватских спорташа, основане 2006.
Умро је у Загребу 17. јануара 2009. у осамдесетој години.